# Woodstock (Maine)
Woodstock es un pueblo ubicado en el condado de Oxford en el estado estadounidense de Maine. En el Censo de 2010 tenía una población de 1.277 habitantes y una densidad poblacional de 10,52 personas por km².

## Geografía
Woodstock se encuentra ubicado en las coordenadas 44°24′3″N 70°33′29″O / 44.40083, -70.55806. Según la Oficina del Censo de los Estados Unidos, Woodstock tiene una superficie total de 121.42 km², de la cual 118.36 km² corresponden a tierra firme y (2.52%) 3.06 km² es agua.

## Demografía
Según el censo de 2010, había 1.277 personas residiendo en Woodstock. La densidad de población era de 10,52 hab./km². De los 1.277 habitantes, Woodstock estaba compuesto por el 98.43% blancos, el 0.08% eran afroamericanos, el 0.39% eran amerindios, el 0.08% eran asiáticos, el 0% eran isleños del Pacífico, el 0% eran de otras razas y el 1.02% pertenecían a dos o más razas. Del total de la población el 0.39% eran hispanos o latinos de cualquier raza.